# Réserve intégrale du Mont Hood
La réserve intégrale du Mont Hood (anglais : Mount Hood Wilderness) est une zone restée à l'état sauvage et protégée, qui s'étend sur la forêt Nationale du Mont Hood, en Oregon (États-Unis). Cette s'étend sur une surface de 190 km2, incluant le Mont Hood.